# 阿爾貝三世 (那慕爾)
阿爾貝三世（法語：Albert III de Namur，約1027年—1102年6月22日），那慕爾伯爵，阿爾貝二世的長子，1063年至1102年在位。

## 家庭
1065年，阿爾貝三世與薩克森公爵伯恩哈德二世的女兒伊達結婚，兩人共有3子1女：
1. 戈德弗瓦（—1139年）
2. 腓特烈（英语：Frederick of Liege）（—1121年）
3. 阿爾貝（—1122年）
4. 阿德萊德（—1124年）